# Athlétisme aux Jeux mondiaux militaires d'été de 2015
Navigation
Édition 2011 Édition 2019
Les compétitions d'athlétisme aux Jeux mondiaux militaires de 2015 ont lieu à Mungyeong en Corée du Sud du 4 au 11 octobre 2015.

## Résultats

### Hommes
| Épreuves             | Or                                                                                    | Argent | Bronze                                                                                           |
| -------------------- | ------------------------------------------------------------------------------------- | --- | ------------------------------------------------------------------------------------------------ |
| 100 m                | Barakat al-Harthi 10 s 16 (SB)                                                        | Reza Ghasemi 10 s 18                                                                                         | Aziz Ouhadi 10 s 25                                                                              |
| 200 m                | Eseosa Desalu 20 s 64                                                                 | Serhiy Smelyk 20 s 74                                                                                        | Aldemir da Silva Júnior 20 s 77                                                                  |
| 400 m                | Youssef Masrahi 45 s 18 (CR)                                                          | Arokia Rajiv 45 s 57 (SB)                                                                                    | Abbas Abubakar Abbas 45 s 73                                                                     |
| 800 m                | Ali al-Deraan 1 min 45 s 50 (CR)                                                      | Jackson Kivuva 1 min 45 s 70                                                                                 | Marcin Lewandowski 1 min 46 s 36                                                                 |
| 1 500 m              | Fouad Elkaam 3 min 44 s 79                                                            | Benson Seurei 3 min 44 s 98                                                                                  | Said Aden Said 3 min 45 s 64 (SB)                                                                |
| 5 000 m              | Albert Rop 13 min 23 s 70                                                             | Zouhair Aouad 13 min 26 s 19 (SB)                                                                            | Emmanuel Kipsang 13 min 31 s 48                                                                  |
| 10 000 m             | El Hassan el-Abbassi 27 min 41 s 76 (CR)                                              | Emmanuel Kipsang 28 min 03 s 86                                                                              | Hassan Chani 28 min 11 s 46                                                                      |
| Marathon             | Alemu Bekele 2 h 15 min 07 s                                                          | Marcin Chabowski 2 h 15 min 37 s                                                                             | Chumba Linus Kipwambok 2 h 16 min 51 s                                                           |
| Marathon par équipes | Pologne 6 h 51 min 23 s                                                               | Équateur 7 h 07 min 23 s                                                                                     | Kenya 7 h 08 min 00 s                                                                            |
| 110 m haies          | Sergueï Choubenkov 13 s 43                                                            | Artur Noga 13 s 79                                                                                           | Dominik Bochenek 13 s 84                                                                         |
| 400 m haies          | Abdelmalik Lahoulou 49 s 43 (SB)                                                      | Timofey Chalyy 49 s 88                                                                                       | Boniface Mucheru 49 s 91                                                                         |
| 3 000 m steeple      | Amor Ben Yahia 8 min 24 s 68                                                          | Patrick Chukor 8 min 25 s 54 (SB)                                                                            | Yoann Kowal 8 min 26 s 71 (SB)                                                                   |
| 4 × 100 m            | Pologne Robert Kubaczyk Grzegorz Zimniewicz Kamil Masztak Dariusz Kuć 39 s 35 (SB)    | République dominicaine Mayobanex de Óleo Yohandris Andújar Stanly del Carmen Yancarlos Martínez 39 s 41 (SB) | Sri Lanka Vinoj Muthumuni Mohamed Abdul Ladeef Mohamed Abdul Rasheed Yupun Abeykoon 39 s 43 (SB) |
| 4 × 400 m            | Russie Timofey Chalyy Denis Alekseyev Ivan Shablyuev Pavel Ivashko 3 min 03 s 01 (SB) | Algérie Miloud Laredj Soufiane Bouhadda Larbi Bourrada Abdelmalik Lahoulou 3 min 03 s 78 (SB)                | Venezuela Arturo Ramírez Alberth Bravo José Meléndez Freddy Mezones 3 min 04 s 10 (SB)           |
| Saut en hauteur      | Majd Eddine Ghazal 2,31 m (CR)                                                        | Daniil Tsyplakov 2,28 m                                                                                      | Mohammadreza Vazifedoost 2,24 m                                                                  |
| Saut à la perche     | Jin Min-sub 5,40 m                                                                    | Georgiy Gorokhov 5,30 m                                                                                      | Paweł Wojciechowski 5,20 m                                                                       |
| Saut en longueur     | Pavel Shalin 7,66 m                                                                   | Valentin Toboc 7,64 m                                                                                        | Lu Tianje 7,63 m (SB)                                                                            |
| Triple saut          | Dmitriy Sorokin 17,01 m                                                               | Aleksey Fedorov 16,56 m                                                                                      | Adrian Swiderski 16,55 m                                                                         |
| Lancer du poids      | Darlan Romani 20,08 m                                                                 | Bob Bertemes 19,60 m                                                                                         | Georgi Ivanov 19,37 m                                                                            |
| Lancer du disque     | Zoltán Kővágó 66,01 m                                                                 | Piotr Małachowski 62,12 m                                                                                    | Mahmoud Samimi 60,97 m                                                                           |
| Lancer du marteau    | Kirill Ikonnikov 75,88 m                                                              | Yevhen Vynohradov 74,77 m                                                                                    | Guo Kun 66,98 m                                                                                  |
| Lancer du javelot    | Ari Mannio 79,78 m                                                                    | Júlio César de Oliveira 78,62 m                                                                              | Johannes Vetter 77,37 m                                                                          |

Records et Performances
- AR : Record continental (area record)
- CR : Record des championnats (championship record)
- MR : Record du meeting (meet record)
- NR : Record national (national record)
- OR : Record olympique (olympic record)
- PR : Record paralympique (paralympic record)
- PB : Record personnel (personal best)
- SB : Meilleure performance personnelle de la saison (season's best)
- WL : Meilleure performance mondiale de l'année (world leader)
- WJR : Record du monde junior (world junior record)
- WR : Record du monde (world record)

Circonstances et Conditions
- DNF : N'a pas terminé (did not finish)
- DNS : N'a pas pris le départ (did not start)
- DQ : Disqualification (disqualification)
- NM : Aucun essai valable enregistré (No Mark)
- Q : Qualifié « directement » au prochain tour (ou à la prochaine compétition), lors d'une compétition majeure, grâce au classement ou à la réalisation des minima (automatic qualifier)
- q : Qualifié au prochain tour (ou à la prochaine compétition), lors d'une compétition majeure, grâce au repêchage ou à la réalisation de l'une des meilleures performances parmi celles des « non qualifiés directement » (grâce au meilleur temps ou à la meilleure distance par exemple) (secondary qualifier)

### Femmes
| Épreuves             | Or | Argent                                                                                    | Bronze                                                                       |
| -------------------- | --- | ----------------------------------------------------------------------------------------- | ---------------------------------------------------------------------------- |
| 100 m                | Rosângela Santos 11 s 17 (CR)                                                                         | Nataliya Pohrebnyak 11 s 46 (SB)                                                          | Marika Popowicz 11 s 50                                                      |
| 200 m                | Edidiong Odiong 23 s 18                                                                               | Anna Kiełbasińska 23 s 33                                                                 | Rosângela Santos 23 s 38 (SB)                                                |
| 400 m                | Salwa Eid Naser 51 s 39 (SB)                                                                          | Bianca Răzor 51 s 81                                                                      | Nataliya Pyhyda 51 s 99 (SB)                                                 |
| 800 m                | Nataliya Lupu 1 min 59 s 99 (CR)                                                                      | Maryna Arzamasava 2 min 00 s 57                                                           | Angelika Cichocka 2 min 00 s 72                                              |
| 1 500 m              | Selah Busienei 4 min 07 s 58                                                                          | Margherita Magnani 4 min 11 s 51                                                          | Florina Pierdevara 4 min 14 s 94                                             |
| 5 000 m              | Pauline Korikwiang 15 min 23 s 85                                                                     | Volha Mazuronak 15 min 35 s 21                                                            | Sabrina Mockenhaupt 15 min 35 s 75                                           |
| Marathon             | Iwona Lewandowska 2 h 31 min 25 s                                                                     | Ma Yugui 2 h 31 min 40 s                                                                  | Monika Stefanowicz 2 h 32 min 20 s                                           |
| Marathon par équipes | Pologne 7 h 41 min 32 s                                                                               | Chine 7 h 52 min 09 s                                                                     | États-Unis 8 h 49 min 05 s                                                   |
| 100 m haies          | Yekaterina Galitskaya 13 s 06 (SB)                                                                    | Katsiaryna Paplauskaya 13 s 29 (SB)                                                       | Nina Morozova 13 s 38                                                        |
| 400 m haies          | Kemi Adekoya 55 s 30 (CR)                                                                             | Hanna Ryzhykova 55 s 74                                                                   | Vanya Stambolova 57 s 45                                                     |
| 3 000 m steeple      | Ruth Jebet 9 min 30 s 24 (CR)                                                                         | Agness Jesang 9 min 40 s 69 (SB)                                                          | Tigest Mekonen 9 min 41 s 46                                                 |
| 4 × 100 m            | Brésil Aline Torres Sena Vitoria Silva Rosa Franciela Krasucki Rosângela Santos 43 s 87               | Russie Ekaterina Galitskaia Nadhezhda Kotliarova Ekaterina Renzhina Nina Morozova 44 s 20 | Chine Xie Zeru Wang Xuan Yang Hongguang Huang Guifen 45 s 05                 |
| 4 × 400 m            | Russie Ekaterina Renzhina Nadezhda Kotlyarova Kseniya Ryzhova Antonina Krivoshapka 3 min 28 s 75 (CR) | Ukraine Olha Zemlyak Nataliya Pyhyda Hanna Ryzhykova Nataliya Lupu 3 min 30 s 66          | Bahreïn Salwa Eid Naser Edidiong Odiong Iman Essa Kemi Adekoya 3 min 32 s 62 |
| Saut en hauteur      | Mariya Kuchina 1,95 m                                                                                 | Iryna Gerashchenko 1,84 m                                                                 | Alina Rotaru 1,80 m                                                          |
| Saut en longueur     | Ekaterina Koneva 6,39 m                                                                               | Volha Sudarava 6,36 m                                                                     | Alina Rotaru 6,33 m                                                          |
| Triple saut          | Ekaterina Koneva 14,28 m (CR)                                                                         | Yulimar Rojas 13,82 m                                                                     | Ana Jucia Jose Tima 13,80 m                                                  |
| Lancer du poids      | Gao Yang 18,14 m                                                                                      | Irina Tarasova 17,90 m                                                                    | Auriol Dongmo 17,64 m                                                        |
| Lancer du disque     | Feng Bin 62,07 m                                                                                      | Andressa Oliveira de Morais 59,07 m                                                       | Yulia Maltseva 57,52 m                                                       |
| Lancer du marteau    | Zhang Wenxiu 74,87 m (CR)                                                                             | Anna Bulgakova 68,01 m                                                                    | Rosa Rodriguez 67,54 m                                                       |
| Lancer du javelot    | Zhang Li 62,95 m (CR)                                                                                 | Jucilene de Lima 57,99 m                                                                  | Nadeeka Lakmali 55,79 m                                                      |

Records et Performances
- AR : Record continental (area record)
- CR : Record des championnats (championship record)
- MR : Record du meeting (meet record)
- NR : Record national (national record)
- OR : Record olympique (olympic record)
- PR : Record paralympique (paralympic record)
- PB : Record personnel (personal best)
- SB : Meilleure performance personnelle de la saison (season's best)
- WL : Meilleure performance mondiale de l'année (world leader)
- WJR : Record du monde junior (world junior record)
- WR : Record du monde (world record)

Circonstances et Conditions
- DNF : N'a pas terminé (did not finish)
- DNS : N'a pas pris le départ (did not start)
- DQ : Disqualification (disqualification)
- NM : Aucun essai valable enregistré (No Mark)
- Q : Qualifié « directement » au prochain tour (ou à la prochaine compétition), lors d'une compétition majeure, grâce au classement ou à la réalisation des minima (automatic qualifier)
- q : Qualifié au prochain tour (ou à la prochaine compétition), lors d'une compétition majeure, grâce au repêchage ou à la réalisation de l'une des meilleures performances parmi celles des « non qualifiés directement » (grâce au meilleur temps ou à la meilleure distance par exemple) (secondary qualifier)